# Puntegaalstraat
De Puntegaalstraat is een straat in de Rotterdamse wijk Delfshaven. Onder inwoners van de stad is de straat beter bekend als de Plukmekaalstraat; dit naar het van 1948 tot 1996 aan deze straat gevestigde kantoor van de Belastingdienst alwaar men voor het gevoel "werd kaalgeplukt".
De straat is slechts zo'n 150 meter lang en ligt parallel aan de Parksluizen. De 1e Coolhavenbrug en de Willem Buytewechstraat aan de noordelijke zijde worden door de straat verbonden met de 1e Parkhavenbrug en de Westzeedijk aan de andere zijde. De straat biedt een omleidingsmogelijkheid voor RET-tram 8 bij een stremming van de Parkhavenbruggen wanneer dan over de 1e Coolhavenbrug kan worden gereden.

## Naamgeving
Over het ontstaan van de naam van de Puntegaalstraat bestaat enige onzekerheid. Zeker is dat er rond 1736 een gebouw op een stuk grond in de toenmalige gemeente Schoonderloo staat dat "van outs punte gaale" genoemd wordt. In 1749 is op het perceel een herberg verrezen met de naam Punte Gale; naar deze herberg wordt in 1933 de straat door de gemeente vernoemd na het gereedkomen van het naastgelegen sluiscomplex.
De bebouwing op het perceel zelf is waarschijnlijk door zeelieden vernoemd naar een landpunt: de Punta Galla in Sri Lanka (dan Ceylon). In de hier nog altijd gelegen havenstad Galle bouwde de Vereenigde Oostindische Compagnie een fort. Het was destijds niet ongewoon een herberg te noemen naar een haven.
De meest voor de hand liggende verklaring voor de herkomst van de benaming is echter veel minder romantisch, oude kaarten geven namelijk al snel de ware herkomst prijs.

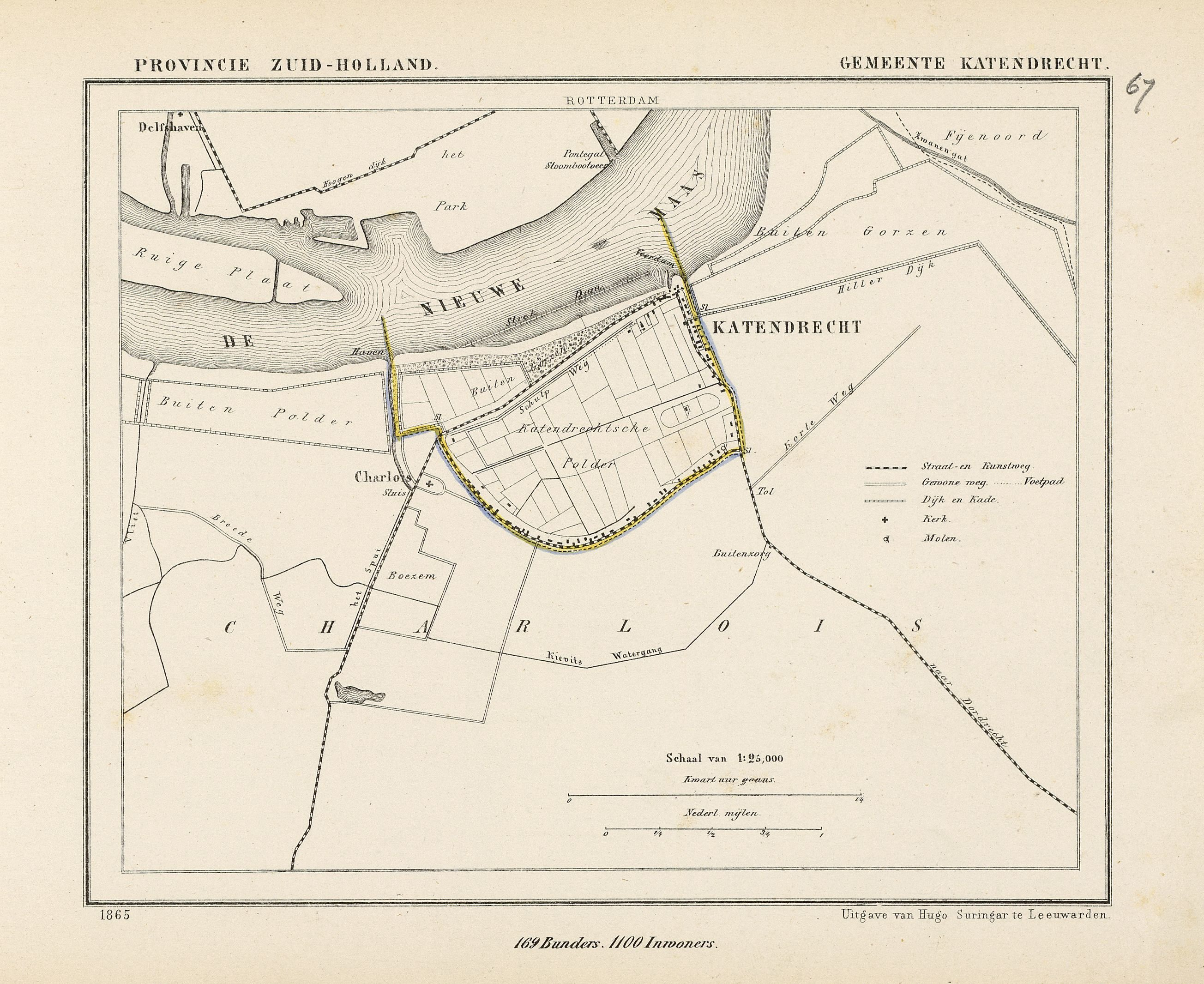
Oude landkaart van Katendrecht uit 1865 met bovenin het "Pontegat"

Op deze plaats was vroeger een eenvoudige haven voor de pont naar Katendrecht. Deze haven (niets meer dan een inham in de Maas) heette destijds "Pontegat" dit is in de loop der eeuwen eenvoudigweg verbasterd naar Puntegaal.

## Bebouwing

### Belastingkantoor

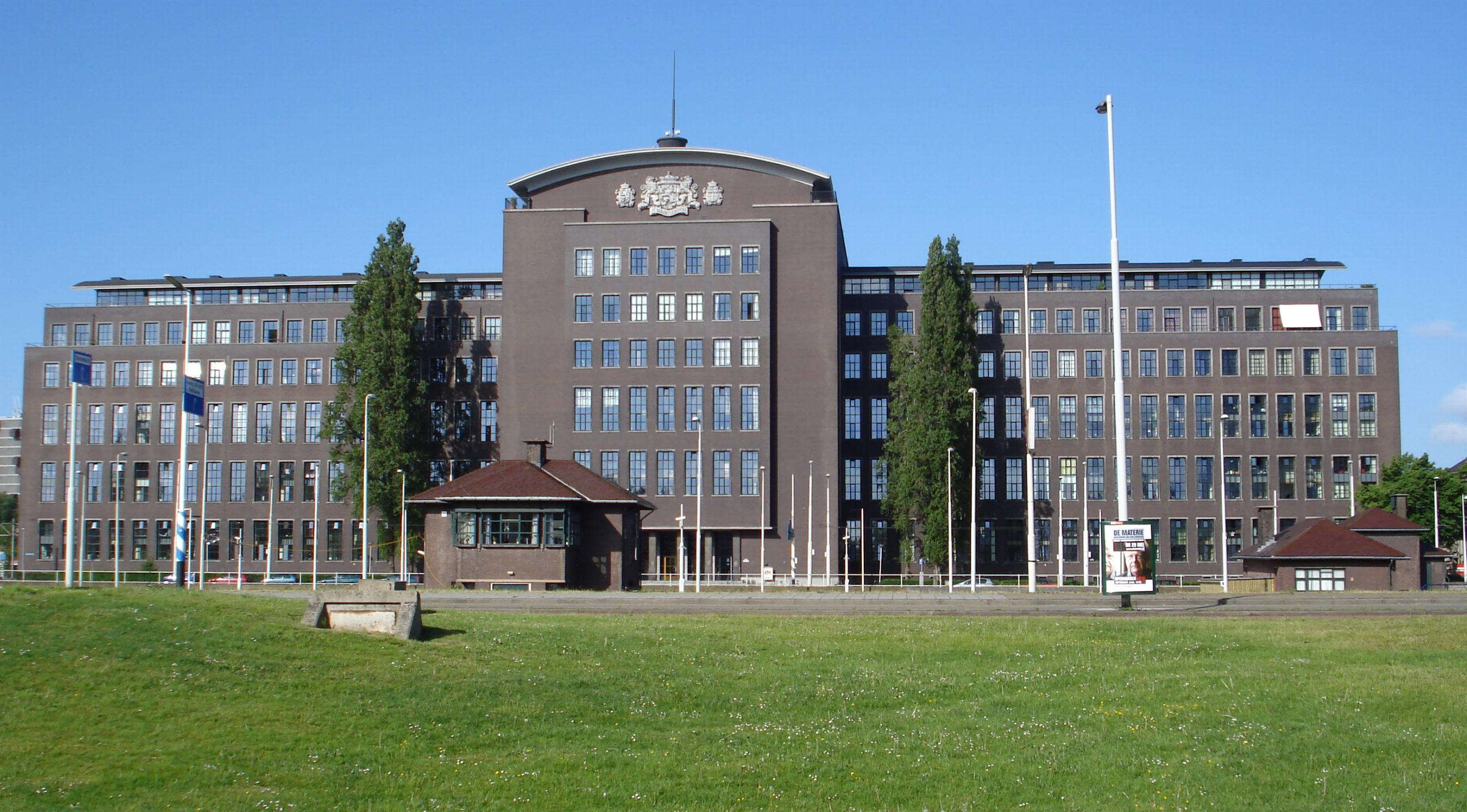
Het voormalige belastingkantoor aan de Puntegaalstraat in 2007

Grote bekendheid kreeg de straat onder de inwoners van Rotterdam nadat hier in 1948 het Centraal Belasting Gebouw werd geopend. Het gebouw werd ontworpen door H. Hoekstra (1881-1960), dan hoofdarchitect van de Rijksgebouwendienst. De bouw begon in 1938, maar als gevolg van het uitbreken van de Tweede Wereldoorlog moet deze worden onderbroken.
Tijdens de oorlog werd het nog niet voltooide pand door het Duitse leger gebruikt als locatie voor luchtafweergeschut. Op 11 november 1944 werd het pand gebruikt als verzamelpunt bij de Razzia van Rotterdam. Er werden duizenden Rotterdamse jongens samengedreven die in Noord-Rotterdam waren opgepakt. Vanaf dit verzamelpunt werden de opgepakte mannen te voet via de Maastunnel naar Station Zuid gebracht en afgevoerd in veewagons.
Na de oorlog werd het pand zo snel mogelijk in gebruik genomen, omdat andere belastingkantoren door het bombardement op de stad vernietigd waren. Wel werd de onderbreking in de bouw gebruikt om het pand aan te passen aan moderne technieken, zoals een paternosterlift.
Na het vertrek van de Belastingdienst in 1996 naar een nieuw complex (Wilhelminahof) op de Kop van Zuid, liet Stadswonen het pand verbouwen, waarbij het tevens een woonfunctie kreeg. In 1998 worden tweehonderd appartementen en enkele tientallen kleinere bedrijfsruimten opgeleverd. Het gebouw is in 2002 aangewezen als rijksmonument.